# 雪の森のリサベット
『雪の森のリサベット』（ゆきのもりのリサベット、原題: Titta Madicken, det snöar!、"みて、マディケン、雪がふってる!"）は、アストリッド・リンドグレーンによる1983年の本である。

## 物語
六月が丘は雪が降っていて、マディケンとリサベットは雪の中で遊んでいる。翌日、マディケンは病気になり、リサベットとアルバはクリスマスの買い物に行く。突然、リザベットはそりで森の中に姿を消した。

## 批判
1999年、登場人物が飲酒を賛美する歌を歌っている箇所に保護者が異議申立したため、コネチカット州エンフィールドの小学校の図書館から取り除かれたが、その後に戻された。
アメリカ図書館協会のウェブサイトでは、『雪の森のリサベット』（英題: The Runaway Sleigh Ride）が米国で頻繁に異議申し立てがなされる本のリストに含まれている。

## 日本語訳版
- 『マディケンとリサベット』（1986年）、イロン・ヴィークランド絵、いしいとしこ訳、篠崎書林、ISBN 978-4784104482 （絵本）
- 『雪の森のリサベット』（2003年）、イロン・ヴィークランド絵、石井登志子訳、徳間書店、ISBN 978-4198616366